# El Kala
El Kala (en arabe algérien : القالة, anciennement La Calle et Marsa Al Kharaz) est une commune de la wilaya d'El Tarf en Algérie. Chef-lieu de daïra, elle est située à 20 km au nord-est d'El Tarf et 77 km à l'est d'Annaba. Elle est proche de la frontière algéro-tunisienne (18 kilomètres).
Située dans l'une des zones les plus humides d'Afrique du Nord, elle englobe une partie du parc national d'El-Kala. Elle abrite également le premier établissement français sur la côte algérienne au XVIe siècle, et elle est réputée pour la production du corail depuis le moyen Âge.

## Toponymie
Le nom El Kala, est un mot arabe qui signifie « débarcadère », la presqu'île étant un lieu de débarquement des bateaux et un abri. Au Moyen Âge le nom le plus connu, est Mers El Kherraz ( « le port aux breloques » ), donné par référence à la pèche au corail.
Les Européens avaient déformé Mers El Kharraz en Marcarèse, puis les Français lui ont ajouté « La Calle » : « La Calle de Marcarese », abrégé finalement en La Calle.
Comptoir fondé par un négociant marseillais, Thomas Lenche, La Calle tire son nom du provençal Cala (Calo en norme mistralienne) signifiant crique, abri, port naturel. Les calanques et le quartier de Callelongue à Marseille tirent leur nom du même radical. C'est ce nom qui sera officiellement adopté par l'administration coloniale française. La ville reprend à l'indépendance, le nom d'El Kala.
La localité Kala el Kdima correspond à la localité antique Tuniza et médiévale Marsa El Djoun ( « le port de la baie » ), et à l'ancien comptoir Bastion de France, appelé « La Vieille Calle » durant la période coloniale.

## Géographie

### Localisation

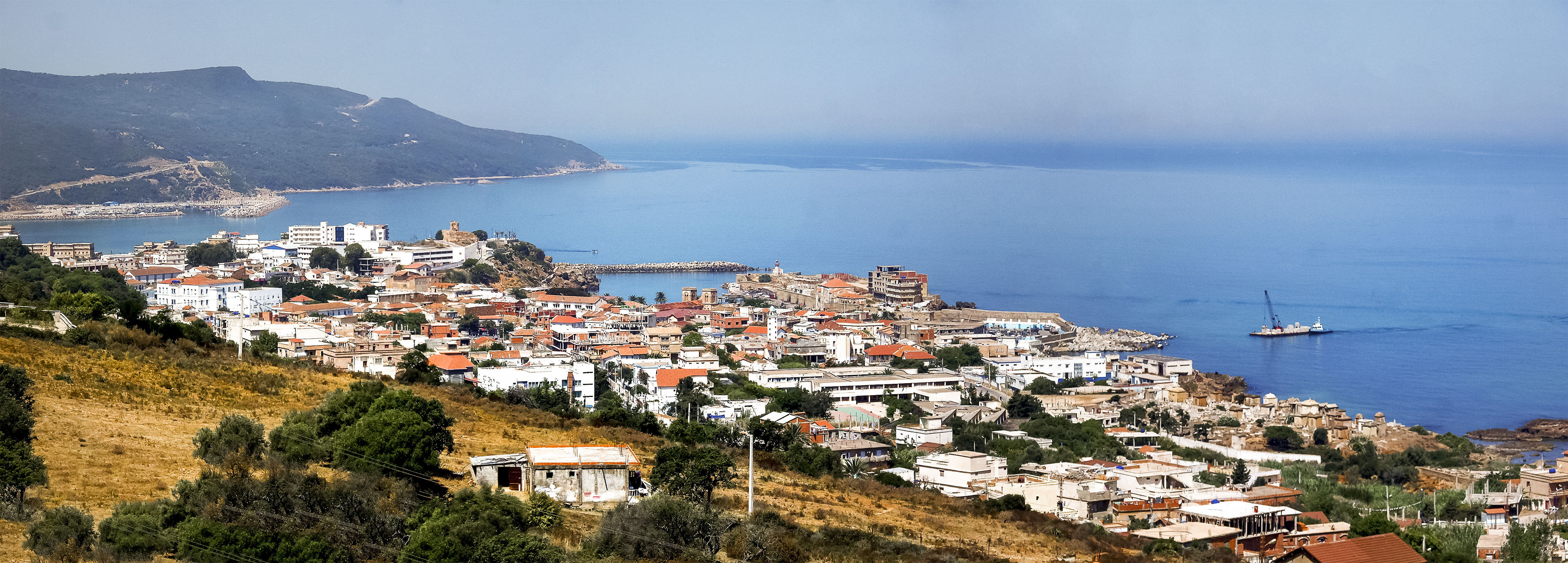
La ville

El Kala est située au nord-est de l'Algérie, dans la wilaya d'El Tarf, à 85 kilomètres à l'est d'Annaba et à 35 kilomètres de la frontière tunisienne. Elle occupe 10 % de la superficie totale de la wilaya. Elle est reliée à la route nationale 44.
La ville se situe dans la Kroumirie, une région montagneuse frontalière. Elle abrite un écosystème exceptionnel qui a été déclaré réserve de biosphère par l’UNESCO en 1990.
| Mer Méditerranée | Mer Méditerranée      | Mer Méditerranée |
| Berrihane        | El Kala               | Souarekh         |
| Bouteldja        | El Tarf, Aïn El Assel | Raml Souk        |

### Relief

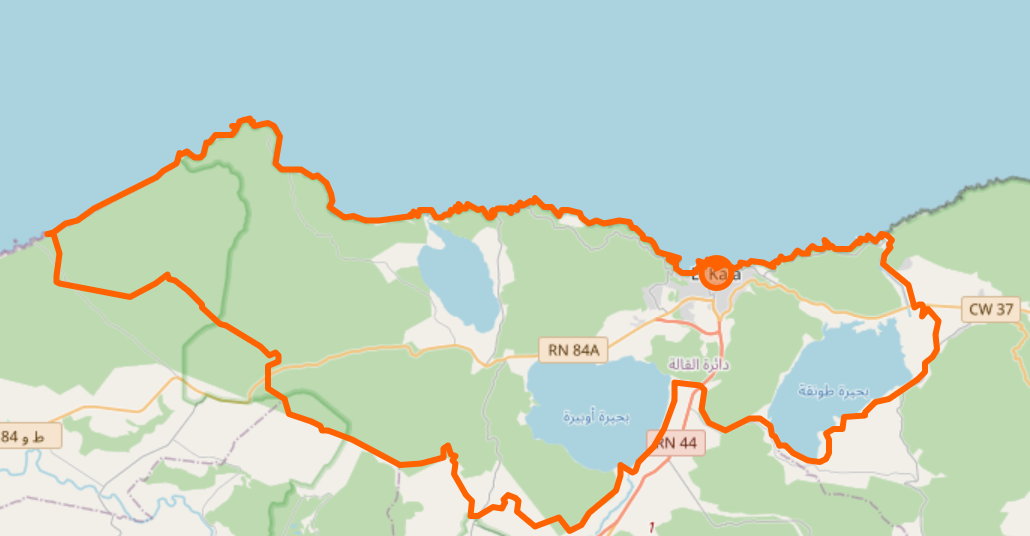
Plan de la commue d'El Kala qui englobe les trois lacs.

La ville est bâtie sur des rochers, les constructions s’étendent tout le versant qui domine la mer. Elle dispose d'un littoral de 35 km, comprenant 12 plages dont 7 autorisées à la baignade.
La commune possède une lagune salée : lac El Mellah, et deux lacs d'eau douce : lacs Oubeïra et Tonga. Les trois ont été classés sites Ramsar par l'Unesco en 1983.

### Climat
Le climat de la région est de type méditerranéen, avec une température moyenne annuelle de 18,9 °C, il présente une saison sèche longue de quatre mois. Le mois de janvier est le mois le plus froid et le mois d'août, le plus chaud. La pluviométrie moyenne annuelle dépasse les 700 mm, la zone connaît un maximum de précipitations en automne et en hiver et un minimum en été.

### Secteurs, lieux-dits
En 1984, la commune d'El Kala est constituée à partir des lieux-dits suivants :
- El Kala
- Souk Reguibet
- Reguibet
- El Hinaya
- El Melha
- Boumalek
- Mezira
- Fidh M'Rad
- Fidh El Alaga
- Boumerchen
- Tonga
- De Graa
- M'Ridima
- Demet Rihana
- Village socialiste agricole Gantra El Melha El Hamra

## Histoire

### Période ancienne et médiévale

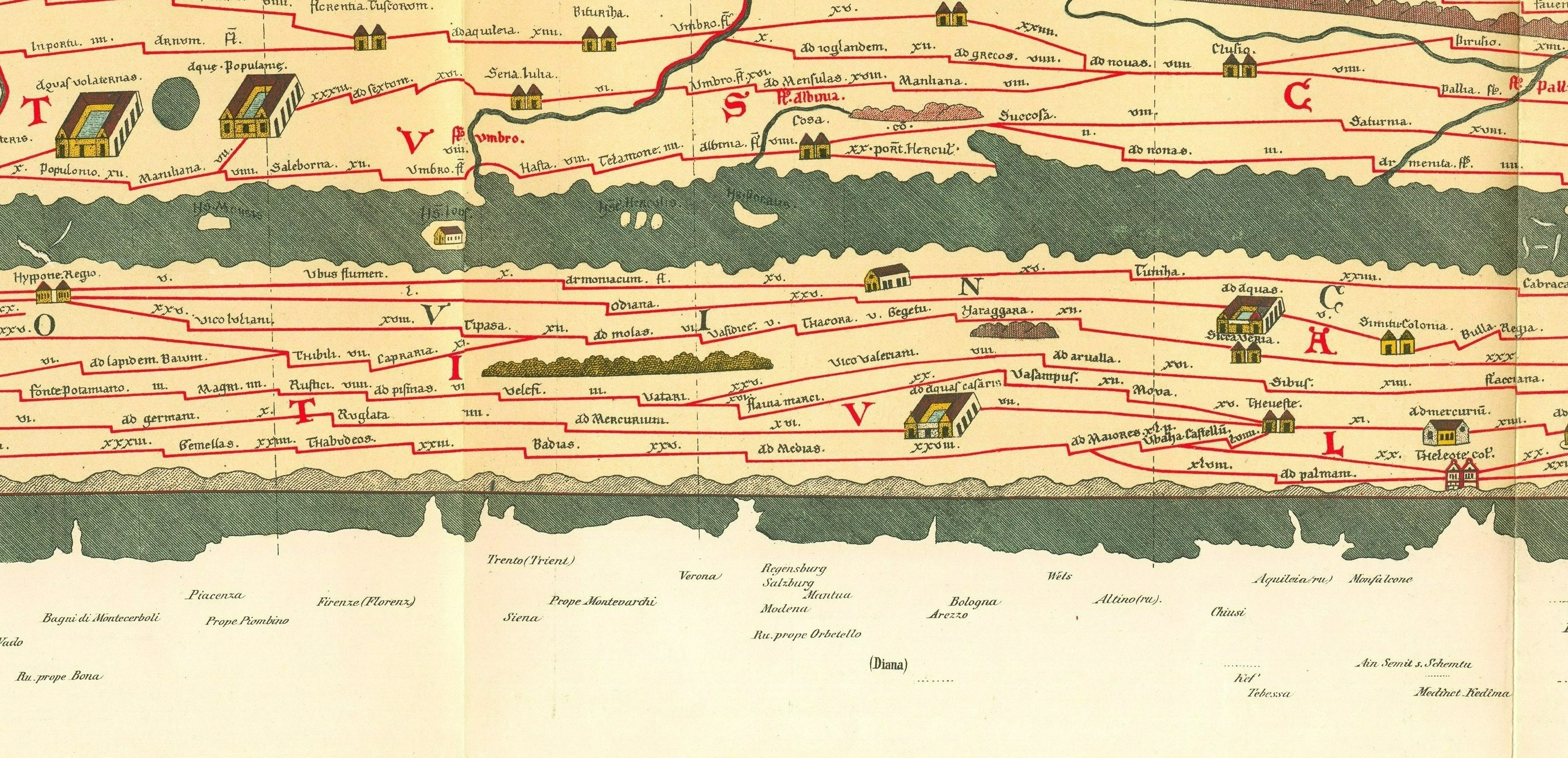
Localisation de Tuniza dans la Table de Peutinger

La région d'El Kala est habitée depuis la préhistoire. Des vestiges puniques ont été retrouvés à Cap Segleb, où devait exister un comptoir phénicien. El Kala est identifiée à la station romaine de Tuniza, placée par la Table de Peutinger à 24 milles à l'ouest de Thabraca (auj. Tabarka).
Au Moyen Âge, elle est identifiée à Marsâ El-Kharaz d'Ibn Hawqal et d'Al-Bakri et au Mersa Djoun d'Al Idrissi. Marsa Al Kharaz était l'un des principaux ports des pays de Tahart et l'un des arsenaux où étaient construits les bâtiments de guerre que Tahert équipait pour les nombreuses expéditions qu'elle dirigeait contre Rome.Elle avait été choisie comme lieu de résidence par l'arrière-petit fils de Ibn Rustom, un savant.
Ibn Hawqal rapporte que Xe siècle, la localité était habitée par de riches marchands et des courtiers spécialisés dans le négoce du corail. Cette richesse n'allait pas sans attirer la convoitise des Européens : c'est ainsi qu'en 1287, une escadrille sicilienne a attaqué Mers El Kherraz, pillant et incendiant la ville. L'industrie du corail s'est développée après l'arrivée des artisans andalous, donnant de l'impulsion à la pêche au corail et aux industries qui s'y rattachaient.

### Période ottomane
Au XVIe siècle, les Français parviennent à conclure un accord avec le beylerbey d'Alger, Hassan Pacha, accordant à la France le droit exclusif d'exploiter le corail de la côte algérienne. Dès 1553, Thomas Lincio (ou Lenci), dit Thomas Lenche, un riche négociant, originaire de Corse, mais demeurant à Marseille, obtient l'autorisation d'installer un bastion français, une compagnie de pêche, et de cueillir le corail rouge méditerranéen : la compagnie marseillaise des concessions d'Afrique est née.
La compagnie est appelée Bastion de France, quant à l'établissement, il garde ses dénominations d'origine, El Kala et Mers El Kharraz, déformés en la Calle de Marcaraz, abrégé plus tard en la Calle. En 1679, le « Bastion de France » fut transféré sur le site de la ville d'El Kala, où fut bâtie la première église d’Afrique du Nord moderne.
Vers 1798, le Rais Hamidou capture 2 vaisseaux de guerre français et prendra la base militaire française de la Calle (El-Qala), sur les côtes algériennes.
Plusieurs fois, détruit et relevé (consécutif aux ordres du dey, aux pillages et aux attaques des autochtones et des corsaires) la concession de pêche changea souvent de mains. Ce comptoir sera évacué de 1799 à 1816 au profit des Anglais. En 1816, après le bombardement d'Alger par eux, le bey leur retire la concession et la propose de nouveau aux Français jusqu'en 1827.
|                                                |
| Plan de la colonie française de La Calle, 1788 |

| |
| Vue de la colonie de La Calle chef-lieu des établissements de la Compagnie royale d'Afrique sur la côte de Barbarie, 1788. |

| |
| Expédition française à Tunis. Algérie - vue du port de La Calle, choisie pour le débarquement et le rassemblement des troupes expéditionnaires, pour la proximité avec la frontière de la régence de Tunis. circa 1879 |

### Période coloniale française

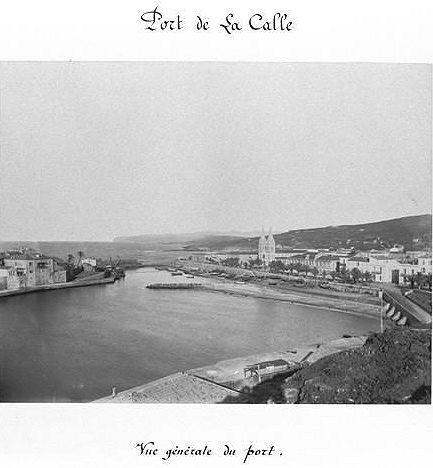
Vue générale du port en 1900.

Après la prise d'Alger le 5 juillet 1830 par l'armée française, les Français veulent reprendre le Bastion, devenu le symbole de leur présence en Afrique. Mais Annaba n'étant pas encore prise et la situation militaire n'étant pas en faveur de l'armée coloniale, La Calle sera prise en 1836. Elle devient le chef-lieu de deux communes : la première, de plein exercice, est créée en 1856 ; la seconde, mixte, est créée en 1884. Ce statut perdure jusqu'à la suppression de la commune mixte en 1957.

#### Commune de plein exercice
Un centre de peuplement est créé le 1er novembre 1838. Il est érigé en commissariat civil par décret du 13 décembre 1846. Ses alignements sont fixés par arrêté du 5 janvier 1855. Il est érigé en commune de plein exercice par décret du 31 décembre 1856,. Le territoire de la commune couvre alors, outre le port et la ville de La Calle, sa proche banlieue agricole, de vastes forêts de chênes-lièges ainsi que Kef Oum Theboul (Oum Teboul, une localité de Souarekh). Ce village est installé près de mines de plomb argentifère exploitées depuis les années 1850. Il devient une section de la commune par décret du 10 décembre 1868. Le hameau industriel périclite mais sa transformation en centre agricole, envisagée en 1896, n'est pas réalisée.

#### Commune mixte
La Calle est érigée en commune indigène. Elle devient une commune mixte par arrêté du 29 décembre. Elle comprend quatorze douars — Aïn Khiar, Beni Amar, Bou Hadjar, Bougous, Brabtia, Chiebna, Khanguet Aoun, Meradia, Nehed, Ouled Dieb, Ouled Youb, Sebaâ, Souarakh et Tarf — et huit centres de colonisation — Blandan, Lacroix, Lamy, Munier, Roum El Souk, Le Tarf, Toustain et Yusuf. Elle est supprimée par arrêté du 12 janvier 1957.

## Démographie
Selon le recensement général de la population et de l'habitat de 2008, la population de la commune d'El Kala est évaluée à 28 411 habitants contre 24 793 habitants en 1998, dont 24 189 habitants dans l'agglomération chef-lieu.
El Kala est la quatrième commune la plus peuplée de la wilaya d'El Tarf après Besbes, Dréan et Echatt et devant le chef-lieu de la wilaya, El Tarf.

## Économie

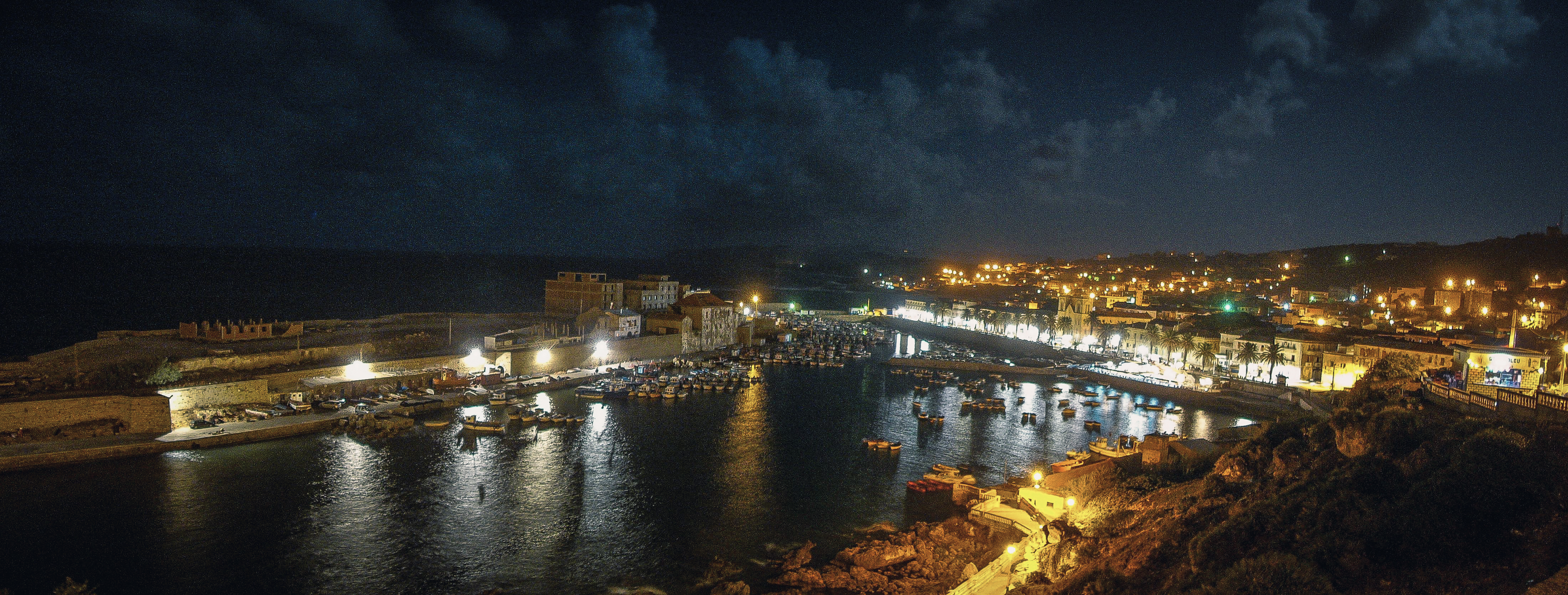
Port d'El Kala

El-Kala est une station balnéaire estivale très recherchée. Ses principales activités sont le tourisme, l'agriculture, l'élevage et la pêche . Le port ancien est destiné à la plaisance, à la pèche traditionnelle et aux activités touristiques, tandis qu'un nouveau port de pêche a été inauguré en 2015.
L'exploitation du corail est de nouveau une activité lucrative. Elle abrite également deux unités de fabrication, l'une de pipes de bruyère et l'autre de bijoux de corail rouge. Une partie de la production des coraux est destinée aux bijoutiers des Beni Yenni.

## Patrimoine
El Kala abrite une vieille église datant du XVIIe siècle et le fort Moulin, vestige de l'époque ottomane. Dar El Hakem a été également inscrite sur l'inventaire supplémentaire des sites et monuments classés au patrimoine algérien.
Kala el Kdima ou Bastion de France est le premier établissement français sur la côte algérienne au XVIe siècle, il a été transporté à la fin du XVIIe siècle à la localité actuelle. Elle abrite les vestiges d'une tour, une forteresse et une chapelle.
Une mosquée datant du XVIe siècle, est située aux environs de l'ancien port. Une nouvelle mosquée était érigée dans la nouvelle ville au XIXe siècle. Après plusieurs transformations, cet édifice appelé «Rejel El Marsa» en référence aux marins, abritait une école coranique.
Le patrimoine préhistorique, est attesté par la découverte d'outils lithiques et des vestiges mégalithiques (dolmens, meules, pressoirs, sarcophages, monuments funéraires) disséminés à travers le territoire. C'est, également la région du pays qui a donné le plus de pièces en volume pour la période puniquo-libyque.
Récemment, plusieurs sites archéologiques ont été répertoriés par une équipe scientifique algéro-italienne dans le Parc National d'El Kala, dont une vingtaine de concentrations d'outils préhistoriques et une centaine de fermes ou concentrations de fermes, pourvues d'une huilerie, et dont la construction remonte à l'époque romaine. Les rares monuments significatifs représentant la période médiévale sont la forteresse ou comptoir fondé vers le IXe siècle par les Aghlabides ainsi qu'une forteresse Génoise.
La commune abrite une partie du Parc national d'El-Kala, un site naturel classé réserve de la biosphère par l'Unesco, en bordure de la mer Méditerranée. Il constitue l'un de rares milieux humides du Maghreb. Il représente une association d'écosystèmes originaux d'une richesse écologique importante.

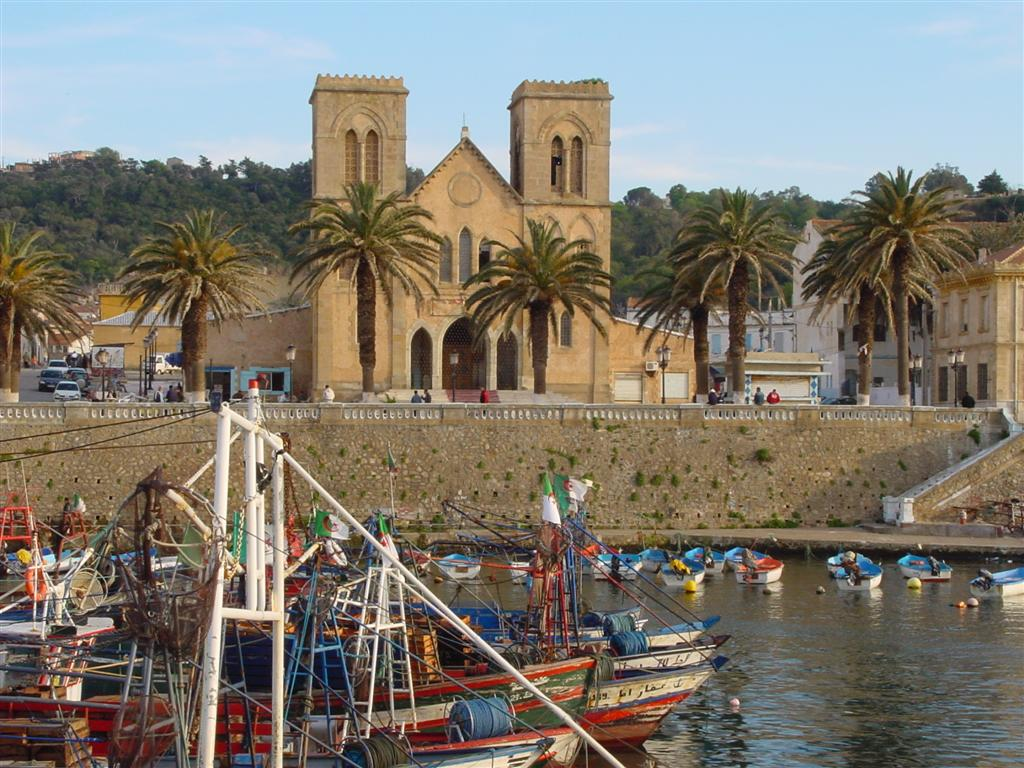
L'église
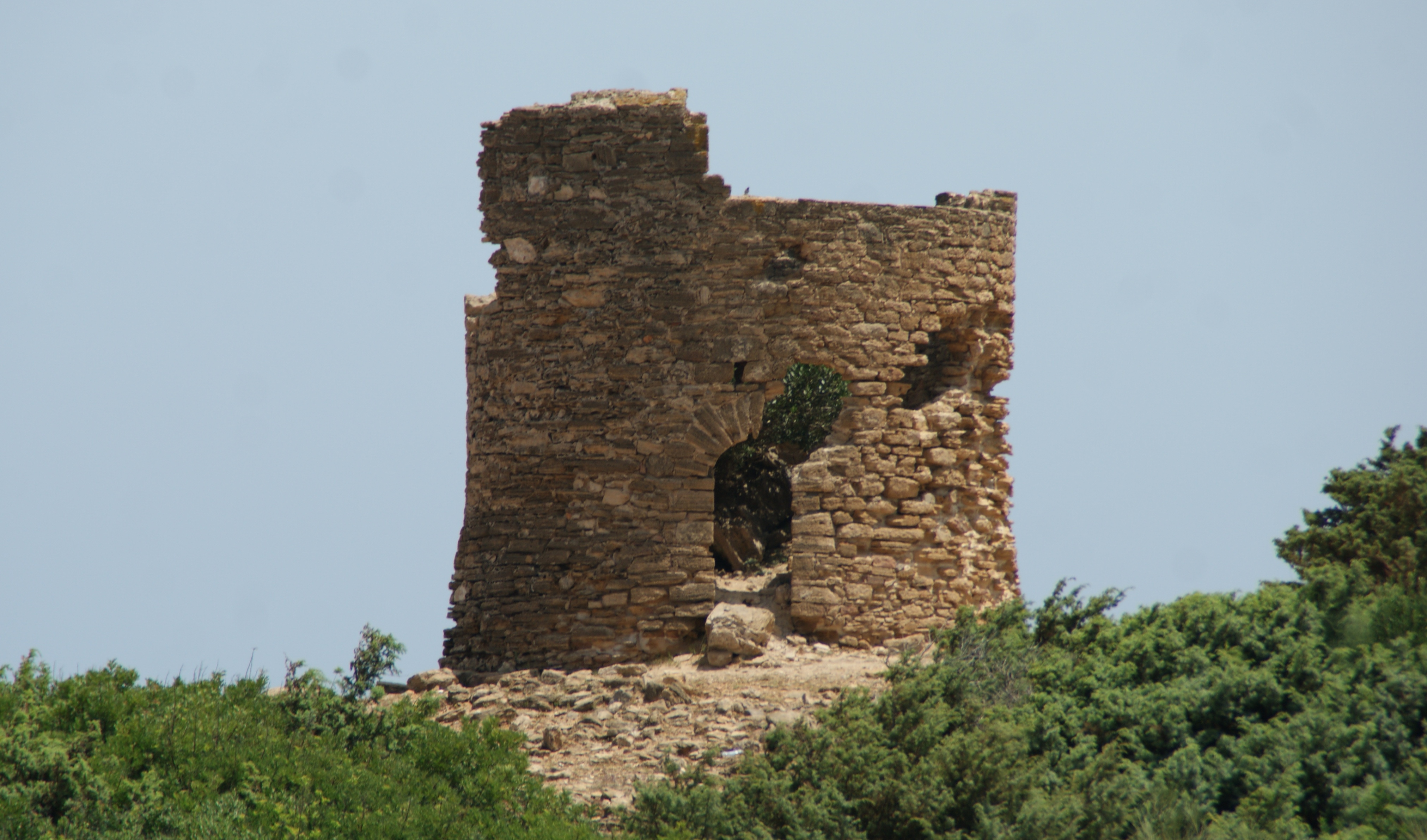
Fort Moulin
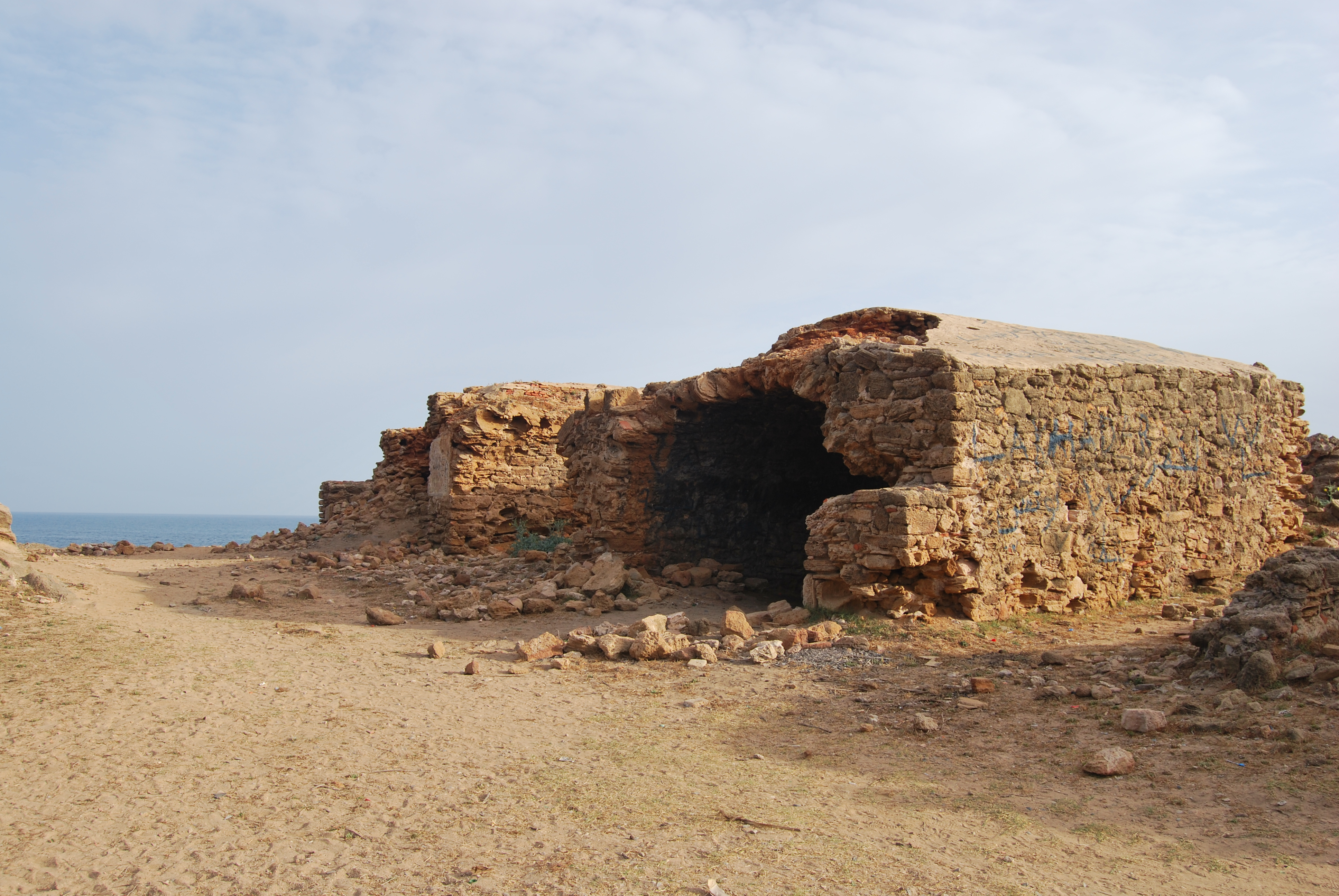
Vestiges de Bastion de France
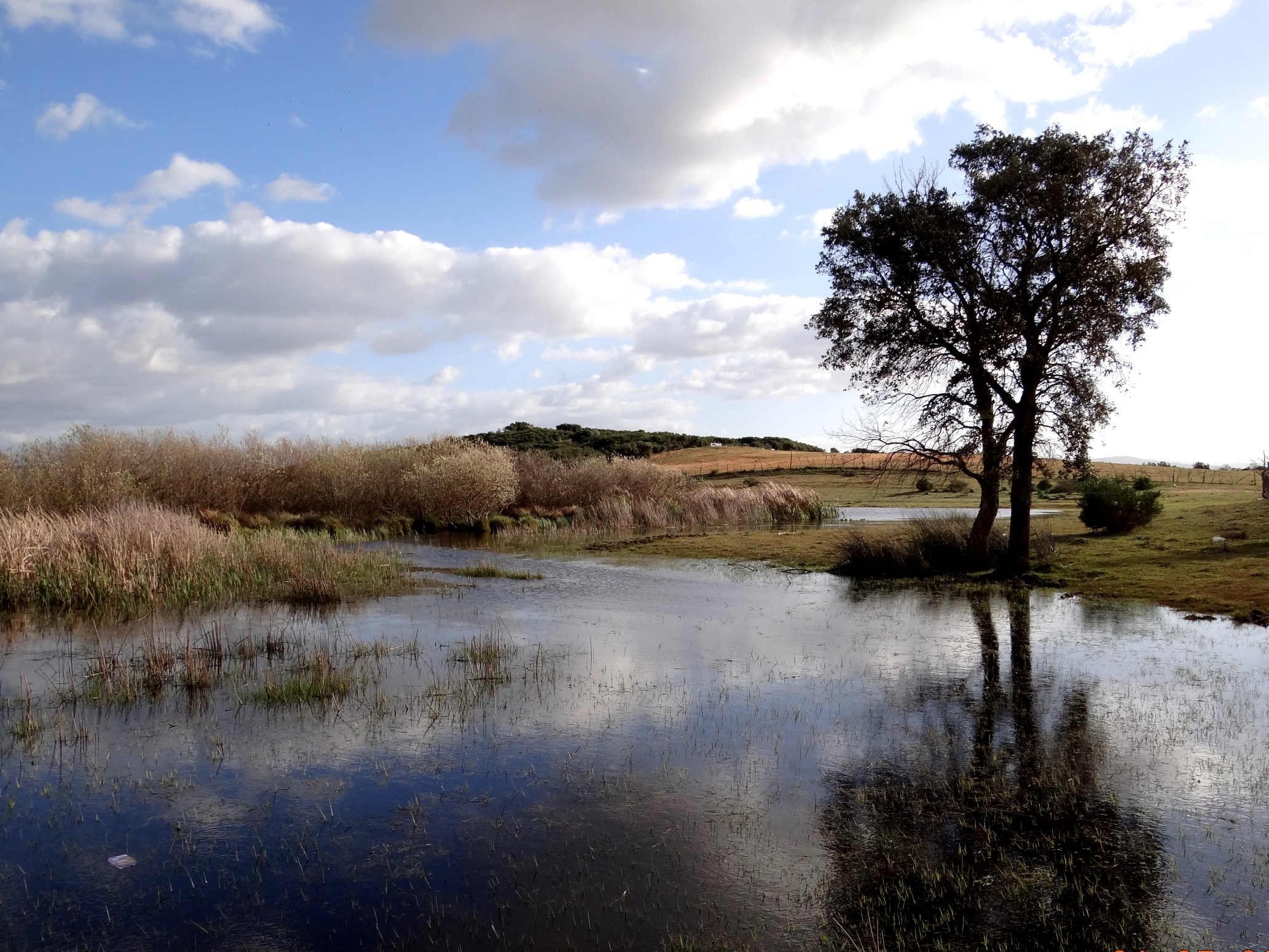
Parc national d'El-Kala

## Culture

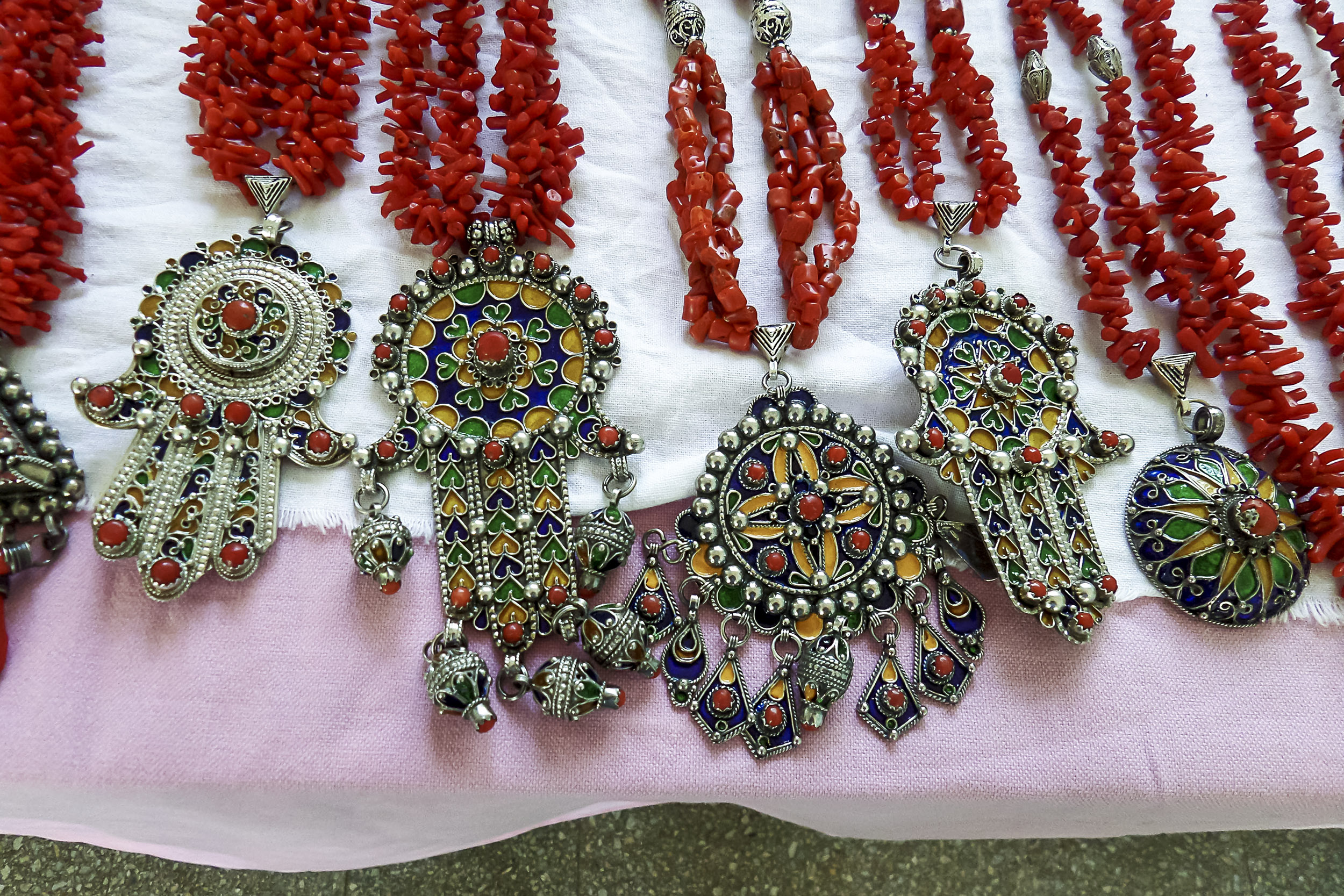
Le corail est destiné notamment à la fabrication bijoux de Beni Yenni.

Le musée d'El-Kala, situé au bout de la presqu’île, présente des pièces archéologiques qui retracent l'histoire d'El-Kala et de toute l'Algérie.
Le Festival du corail qui se tenait annuellement à El Kala, a été relancé, après un arrêt depuis 1998. La fête regroupe pêcheurs, artisans et vendeurs de bijoux, en particulier de beaux bijoux de Beni Yenni sertis traditionnellement de corail.

## Personnalités nées ou liées à El Kala
- Mohamed El Aziz Kessous, juriste, journaliste et haut fonctionnaire, y est né en 1903